# Unterseeboot 611
L'Unterseeboot 611 ou U-611 est un sous-marin allemand (U-Boot) de type VIIC utilisé par la Kriegsmarine pendant la Seconde Guerre mondiale.
Le sous-marin fut commandé le 15 août 1940 à Hambourg (Blohm & Voss), sa quille fut posée le 22 avril 1941, il fut lancé le 8 janvier 1942 et mis en service le 26 février 1942, sous le commandement du Kapitänleutnant Nikolaus von Jacobs.
L'U-611 n'a ni coulé ni endommagé de navire au cours de l'unique patrouilles (43 jours en mer) qu'il effectua. 
Il fut coulé dans l'Atlantique Nord par des charges de profondeurs de l'aviation britannique, en décembre 1942.

## Conception
Unterseeboot type VII, l'U-611 avait un déplacement de 769 tonnes en surface et 871 tonnes en plongée. Il avait une longueur totale de 67,10 m, un maître-bau de 6,20 m, une hauteur de 9,60 m et un tirant d'eau de 4,74 m. Le sous-marin était propulsé par deux hélices de 1,23 m, deux moteurs diesel Germaniawerft M6V 40/46 de 6 cylindres en ligne de 1 400 cv à 470 tr/min, produisant un total de 2 060 à 2 350 kW en surface et de deux moteurs électriques BBC GG UB 720/8 de 375 cv à 295 tr/min, produisant un total 550 kW, en plongée. Le sous-marin avait une vitesse en surface de 17,7 nœuds (32,8 km/h) et une vitesse de 7,6 nœuds (14,1 km/h) en plongée. Immergé, il avait un rayon d'action de 80 milles marins (150 km) à 4 nœuds (7,4 km/h; 4,6 milles par heure) et pouvait atteindre une profondeur de 230 m. En surface, son rayon d'action était de 8 500 milles nautiques (soit 15 700 km) à 10 nœuds (19 km/h). 
L'U-611 était équipé de cinq tubes lance-torpilles de 53,3 cm (quatre montés à l'avant et un à l'arrière) qui contenait quatorze torpilles. Il était équipé d'un canon de 8,8 cm SK C/35 (220 coups) et d'un canon antiaérien de 20 mm Flak. Il pouvait transporter 26 mines TMA ou 39 mines TMB. Son équipage comprenait 4 officiers et 40 à 56 sous-mariniers.

## Historique
Il effectue son temps de formation à la 5. Unterseebootsflottille jusqu'au 30 septembre 1942, puis intégra sa formation de combat dans la 3. Unterseebootsflottille.
L'U-611 est transféré à Skjomenfjord pour sa première patrouille, qui commence le 4 novembre 1942. Il navigue au large de Terre-Neuve à la recherche de convois et se joint au groupe de combat (meute) Panzer le 3 décembre 1942. Les bateaux du groupe Panzer poursuivent le convoi HX-217. La mauvaise visibilité dans la nuit empêche toute attaque. Beaucoup de sous-marins des deux groupes Panzer et Draufgänger, entrent en contact avec le convoi, dont la forte couverture aérienne importante cause la fin de l'opération, le 11 décembre 1942 après deux bâtiments envoyés par le fond et deux U-Boote coulés : l'U-254 et l'U-611.
L'U-611 coule le 8 décembre 1942 dans l'Atlantique Nord au sud-est du Cap Farvel, au Groenland, à la position 57° 25′ N, 35° 19′ O, endommagé par des charges de profondeur bombardier Liberator de la 120e escadron de la RAF.
Les 45 membres d'équipage meurent dans cette attaque.

## Affectations
- 5. Unterseebootsflottille du 26 février 1942 au 30 septembre 1942 (Période de formation).
- 3. Unterseebootsflottille du 1er octobre 1942 au 8 décembre 1942 (Unité combattante).

## Commandement
- Kapitänleutnant Nikolaus von Jacobs du 26 février 1942 au 8 décembre 1942.

## Patrouilles
|       | Commandant                 | Départ           | Départ       | Arrivée         | Arrivée      | Jours    | Succès |
| ----- | -------------------------- | ---------------- | ------------ | --------------- | ------------ | -------- | ------ |
|       | Kptlt. Nikolaus von Jacobs | 1er octobre 1942 | Kiel         | 8 octobre 1942  | Skjomenfjord | 8 jours  |        |
| 1     | Kptlt. Nikolaus von Jacobs | 4 novembre 1942  | Skjomenfjord | 8 décembre 1942 | Coulé        | 35 jours |        |
| Total | Total                      | Total            | Total        | Total           | Total        | 43 jours | 0 t    |

Note : Kptlt. = Kapitänleutnant

### Opérations Wolfpack
L'U-611 opéra avec les Rudeltaktik (meute de loups) durant sa carrière opérationnelle.
- Kreuzotter (17-22 novembre 1942)
- Drachen (22 novembre – 3 décembre 1942)
- Panzer (3-8 décembre 1942)